# Carlos Ángel López
Carlos Ángel López (17 luglio 1952 – Jujuy, 30 settembre 2018) è stato un calciatore argentino, di ruolo centrocampista.

## Carriera

### Club
Ha giocato nella massima serie argentina, colombiana e boliviana.

### Nazionale
Con la Nazionale argentina ha giocato 4 partite prendendo parte alla Copa América 1979.